# Cyberbully (película de 2015)
Cyberbully es una película televisiva británica que se estrenó en Channel 4 el 15 de enero de 2015. El thriller está protagonizado por Maisie Williams en el papel de una típica chica adolescente que vive una parte importante de su vida en línea y es acusada por un desconocido de ser una ciberacosadora. La película fue escrita por Ben Chanan y David Lobatto, con Chanan también como director.

## Reparto
- Maisie Williams es Casey Jacobs.
- Ella Purnell es Megan.
- Haruka Abe es Jennifer Li.
- Jake Davies es Alex.
- Daisy Waterstone es Tamara.
- Wilson Haagens es el Hacker.
- Anthony Shuster es Papá.

## Producción
La película se basó enteramente en experiencias reales. Para asegurarse de que el guion era una representación precisa del escritor / director de la vida adolescente contemporánea, Ben Chanan consultó a Williams y a su propia hija adolescente para asegurarse de que cualquier "papá-ismo" fuera eliminado del guion. Maisie Williams, quien interpretó al personaje central de Casey Jacobs, notó que había sido víctima de acoso cibernético después de ser elegida como Arya Stark en Juego de tronos. Recibió mensajes llamándola "atorada" y diciendo que pensó que era "demasiado buena para todos los demás". Al igual que el protagonista de la película, Williams admitió haber respondido a la intimidación de la clase, diciendo "cuando tienes 13 años y alguien dice algo desagradable que no quieres ignorarlos. Quieres lastimarlos como te han lastimado a ti. Entras en este ciclo de zorra".

## Crítica
Cyberbully (que no está relacionado con la película estadounidense 2011) recibió críticas positivas de los críticos. El espectador afirmó que está "muy bien hecha, hábilmente cambiando nuestras simpatías en todo (con la ayuda de la deslumbrante actuación central de Maisie Williams) y llena de auténtica amenaza". Del mismo modo, escribiendo en The Guardian, Filipa Jodelka describió la actuación central de Maisie Williams como una "gira de fuerza", aunque observó que a diferencia de su facturación no debería ser "vista como una representación realista del acoso cibernético en absoluto, sino como una especie de fantasma en el milenio". "La máquina espina-enfriadora en su lugar, repleta de dispositivos de horror tradicionales (pactos de Fausto, demonios anónimos, pruebas de moralidad), peligro leve y cuerdas espeluznantes". [1] Mark Monahan de The Daily Telegraph dio el episodio 3/5 estrellas, y notó La previsibilidad de la trama. A pesar de esto, todavía sentía que era "tenso, demasiado actual, y - aquí lo espero - tal vez incluso la televisión socialmente útil".
The Independent señaló que "era ese programa raro que se sentía lo suficientemente auténtico como para persuadir a los adolescentes, a la vez que atraía a espectadores de mayor edad". En otra revisión de la película para The Guardian, Lucy Mangan describió la película como "parte del horror gótico". parte Un inspector llama a la era digital ". También sintió que a pesar del buen desempeño de Williams, fue Haruka Abe como Jennifer Li quien se destacó, y Abe tuvo la tarea más difícil de hacer que la felicidad y el optimismo sean convincentes hasta que tenga que modularse en desesperación bajo el peso de las personas que atacarla e instarla a suicidarse ".

## Premios y nominaciones
La película fue nominada para los Premios Bafta TV 2016 en la categoría de Drama Individual. La película ganó el Prix Italia 2016 en la categoría de drama televisivo.